# Staf (voorwerp)

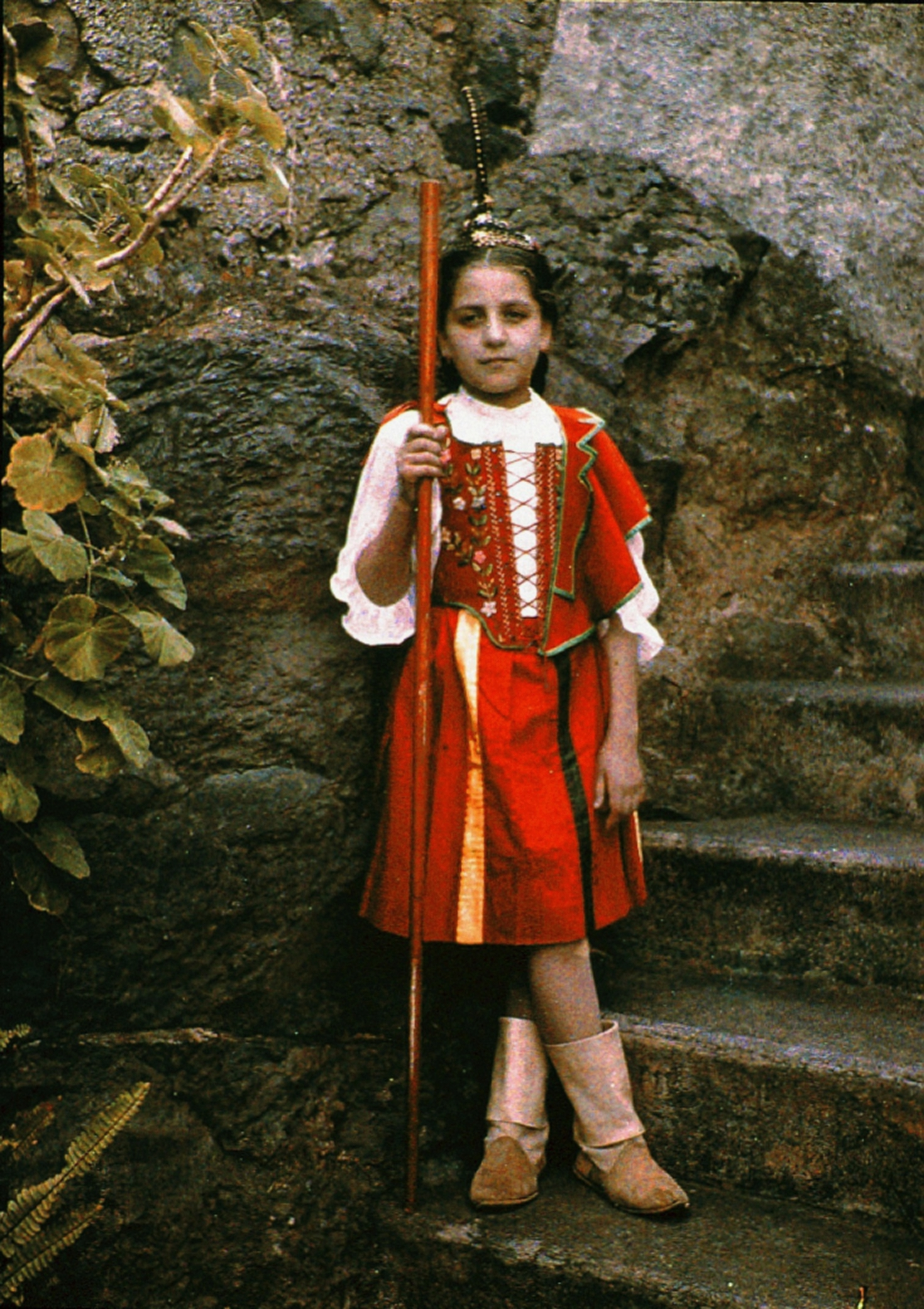
Meisje met herdersstaf in Madeira, ca. 1910

Een staf of roede is een lange of korte, meestal ronde stok of stang met een praktische (ondersteunende), religieuze, ceremoniële, symbolische of magische functie.

## Soorten staven

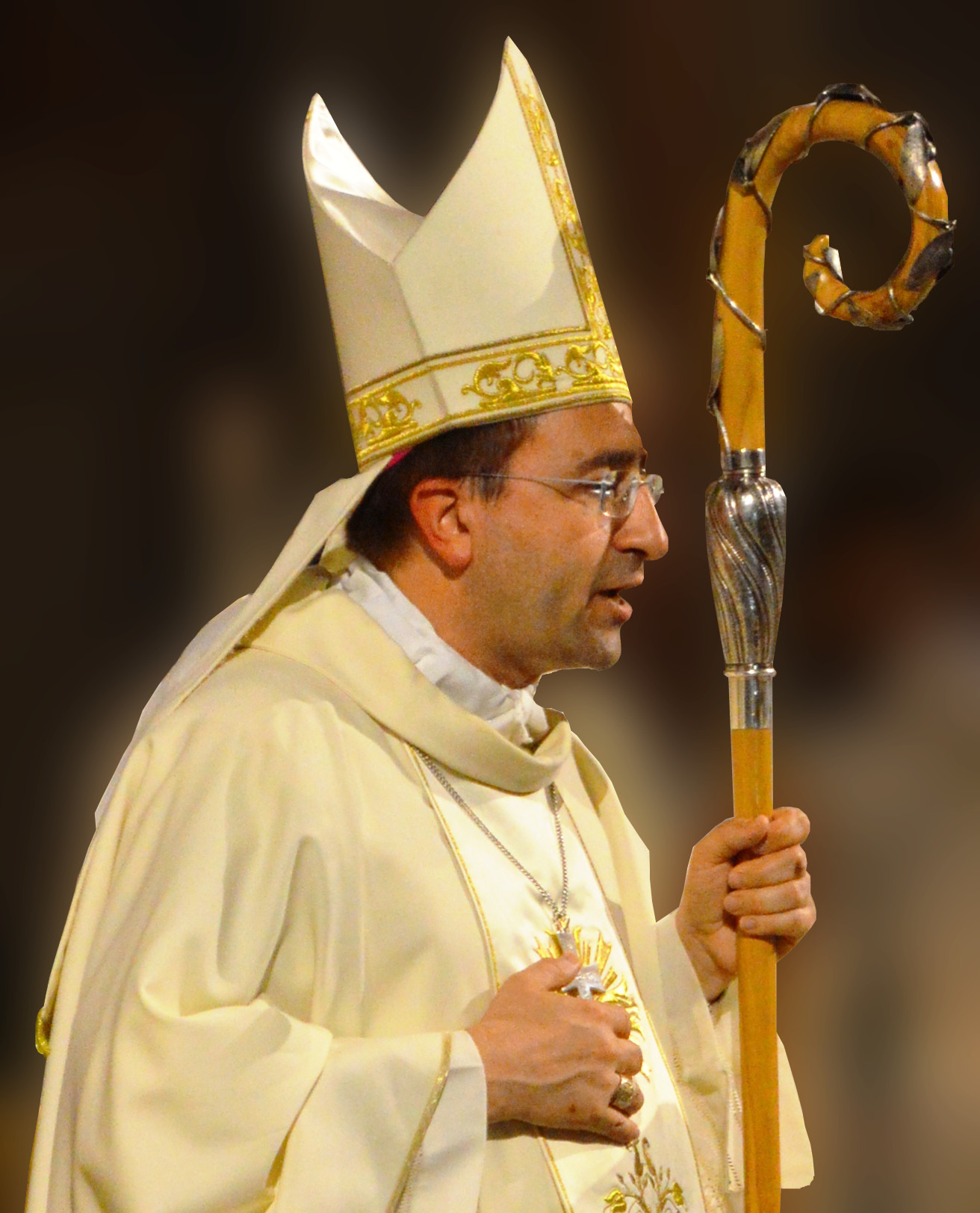
De bisschop van San Miniato met bisschopsstaf

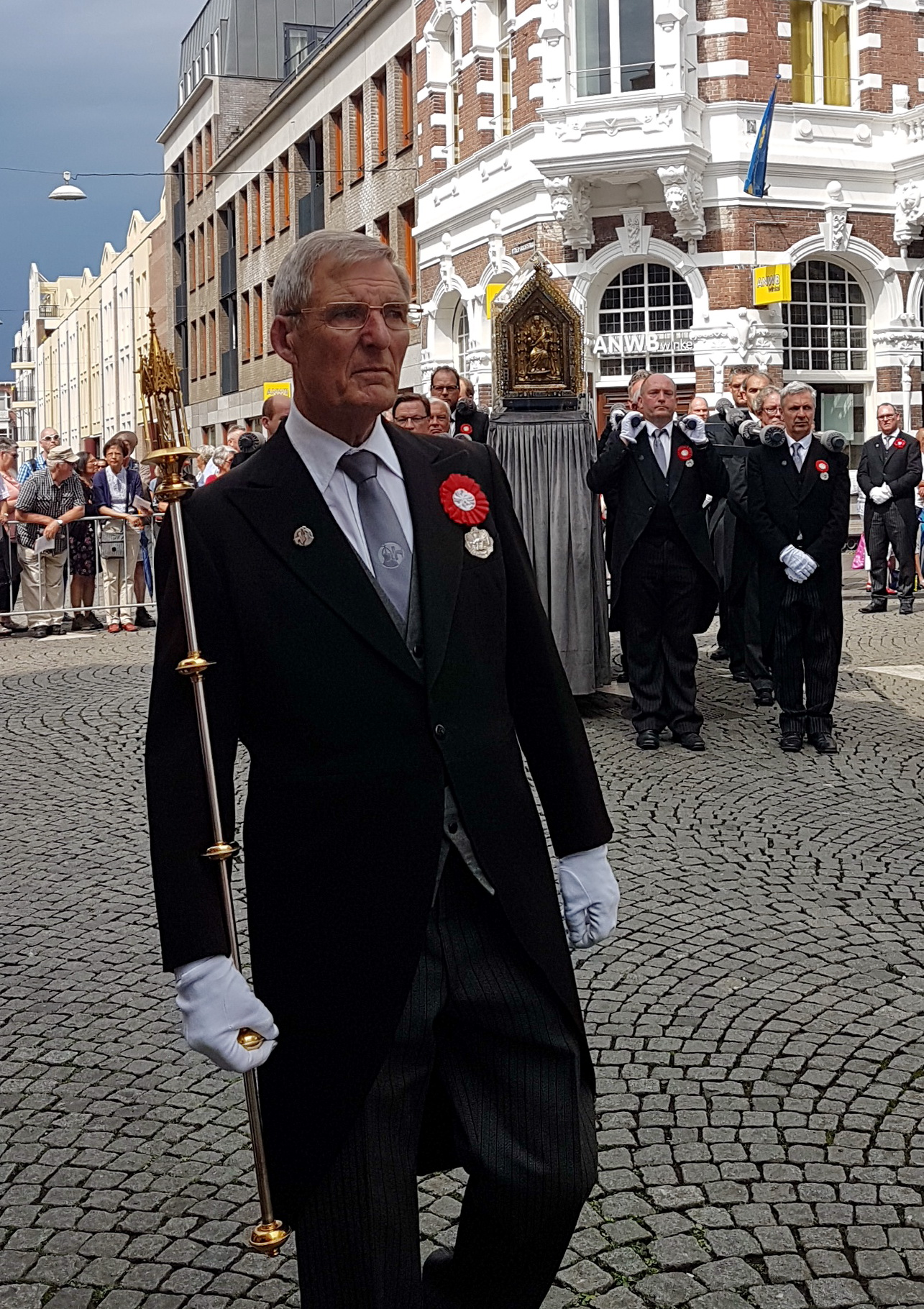
Lid van de Broederschap van Sint-Servaas met broederschapsstaf in de Heiligdomsvaart van Maastricht

Er zijn verschillende staven te onderscheiden:
- Een herdersstaf is de staf van een schaapherder, bedoeld ter ondersteuning op soms slecht begaanbare terreinen. Dit is in het algemeen de meest eenvoudige staf, meestal niet meer dan een rechte tak.
- Een pelgrimsstaf is de reisstaf van een pelgrim, waaraan soms een ransel of knapzak hangt. Deze staf is recht met hooguit enkele verdikkingen of een knop aan de bovenkant.
- De was-scepter is een staf met een symbolische functie in het Oude Egypte.
- De khakkhara is een boeddhistische monnikenstaf, oorspronkelijk uit India, die zowel als wapen als voor gebed dienstdoet.
- De caduceus is de staf van een onderhandelaar of koerier in het oude Griekenland. Deze moest hem ongehinderde doorgang verlenen.[2]
- De thyrsus is een staf met een knop in de vorm van een dennenappel. Het is het attribuut van Bacchus en zijn dienaren, de saters.
- De bisschopsstaf, ook wel kromstaf of krootse genoemd, is afgeleid van een herdersstaf. De meestal rijkversierde staf eindigt gebogen in een krul. De bekendste bisschopsstaf is wellicht de staf van Sinterklaas.
- Een processiestaf (niet te verwarren met processiekruis) is een ceremoniële staf die wordt meegedragen in processies. Deze eindigt meestal in een zilveren kruis of medaillon met een religieuze afbeelding. Vroeger symboliseerde de processiestaf soms de rechtsmacht van een kathedraal of kapittelkerk.[3]
- Een broederschapsstaf is een processiestaf die door leden van een broederschap in processies wordt meegedragen. De afbeelding in het medaillon heeft meestal betrekking op een bepaalde devotie, die de broederschap wil bevorderen.
- De pedelstaf of -stok is de ceremoniële staf van een pedel.
- De staf van een nar is een zotskolf, narrenstok, gekstok of marot, deze staf heeft vaak de beeltenis van een nar aan het bovenste uiteinde en is versierd met linten.
- Een toverstaf is een staf of stokje waarmee men rituele of magische handelingen uitvoert. Wordt zowel door traditionele sjamanen als door goochelaars gebruikt. Een Tscdettaan is een adelaarsstaf met rituele betekenis bij bepaalde indianenstammen in Noord-Amerika.
- Een quarterstaff is een stokwapen, dat vanaf de 15e eeuw vooral in Engeland populair was. In de 18e eeuw vooral als sport beoefend.

## Wetenswaardigheden
- In de Bijbel wordt gesproken over de staf van Mozes. God laat deze reisstaf in een slang veranderen en vervolgens weer in een staf om het volk van Israël ervan te overtuigen dat ze Mozes moeten volgen.
- In de christelijke iconografie behoort de bisschopsstaf tot de attributen van heilige bisschoppen. De apostel Petrus, als eerste bisschop van Rome, heeft een staf met drie kruizen.
- Sommige heiligen, zoals Sint-Christoffel en Sint-Amor worden traditioneel afgebeeld met pelgrimsstaf.

## Afbeeldingen

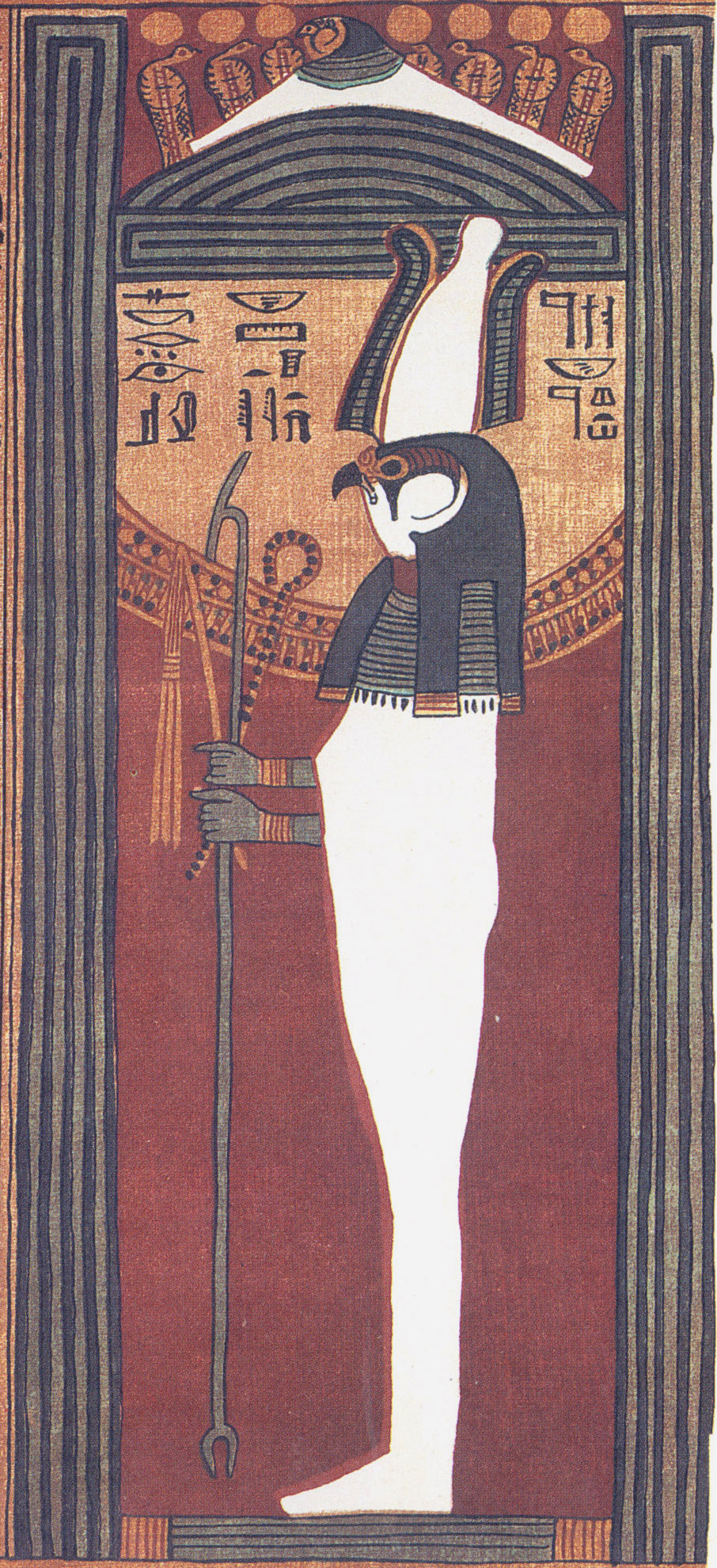
Osiris met kromstaf (was-scepter)
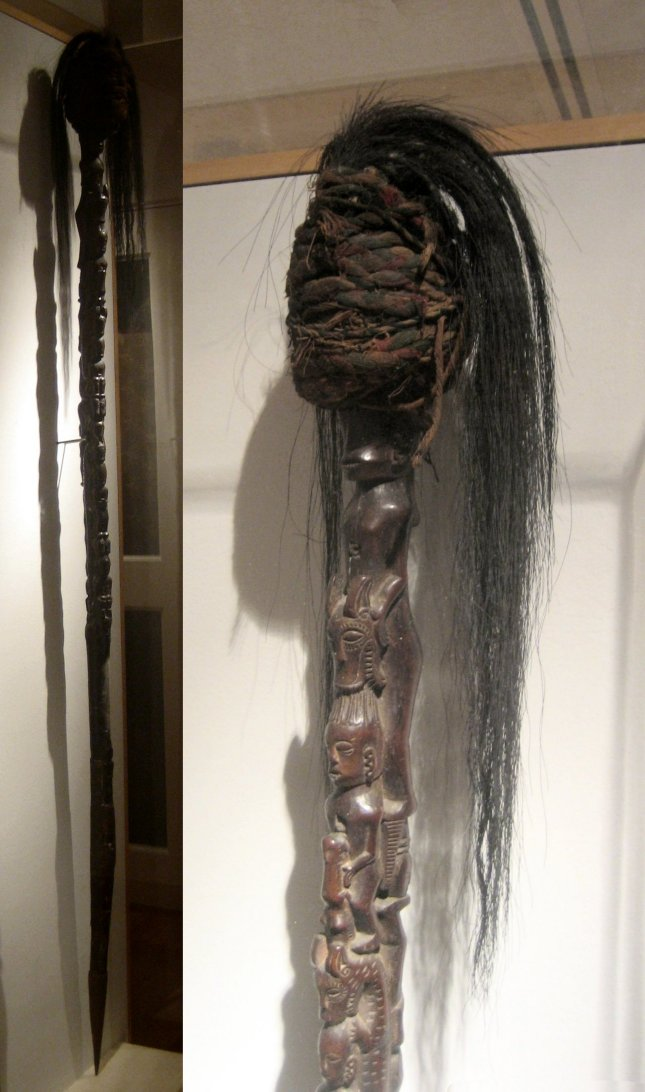
Tunggal panaluan (toverstaf van een Batak-sjamaan)
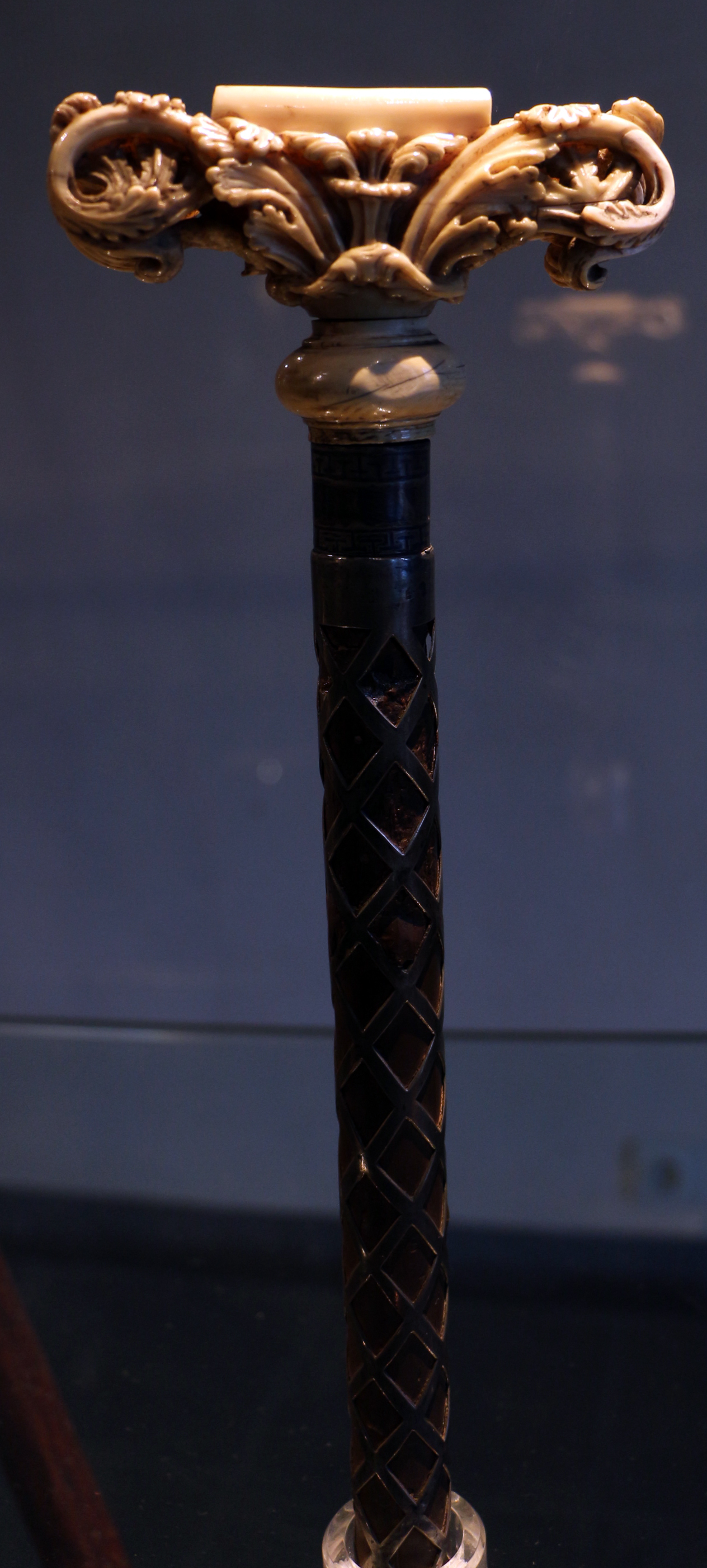
Pelgrimsstaf van Sint-Servaas, 9e eeuw?
Heraldisch wapen met bisschopsstaven (Spanje)

## Verwijzingen
1. ↑  Online Van Dale Woordenboek
2. ↑  Hall, J. (2000). Hall's Iconografisch Handboek. Leiden: Primavera Pers. ISBN 9074310052
3. ↑  Pierre J.H. Ubachs en Ingrid M.H. Evers (2005): Historische Encyclopedie Maastricht, p. 447: 'roededragers'. Walburg Pers, Zutphen / RHCL, Maastricht. ISBN 90-5730-399-X.